# Izštekani pri Juretu Longyki
Izštekani pri Juretu Longyki je album v živo slovenske rock skupine Zmelkoow, izdan decembra 2000 pri založbi Primitivc glasbic. Posnet je bil 15. novembra 1999 v sklopu oddaje Izštekani, ki jo vodi Jure Longyka, čigar obraz je tudi na naslovnici albuma.

## Seznam pesmi
Vse pesmi je napisala skupina Zmelkoow.
1. »Ko po« – 3:04
2. »Kdo je kdo oz. kaj in zakaj« (pogovor) – 1:50
3. »Računalnik, ljubezen moja« – 2:41
4. »Več kot spijemo« – 3:33
5. »Franko Frkič« – 4:53
6. »Slonček« – 4:34
7. »Papež, hudič in čriček« (pogovor) – 0:55
8. »Večer« – 3:14
9. »10 ur« – 2:56
10. »Zgodovina brez muke« – 0:55
11. »Zavese plešejo« – 3:51
12. »Brrr« – 0:54
13. »Medo« – 2:48
14. »Klub s problemi« – 4:18
15. »Nimam pojma (+ Ali je kontrolna soba dovolj zračna?)« – 1:46
16. »Tako naspidan« – 3:09
17. »Že tem« – 2:01

## Zasedba
Zmelkoow
- Goga Sedmak — vokal, kitara
- Žare Pavletič — bas kitara
- Damjan Barut — bobni
- Teo Kahrimanović — klaviature